# Papagomys armandvillei
Papagomys armandvillei és una espècie de mamífer rosegador miomorf de la família Muridae. Es tracta d'un rosegador de gran grandària, considerada vulnerable, que habita a l'illa de Flores (Indonèsia). El cos aconsegueix els 45 centímetres de llarg i la cua un màxim de 70, més o menys el doble de grandària que la rata comuna. Semblant grandària és un exemple del gigantisme insular que afecta a part de la fauna local de Flores i altres illes de tot el món, on els rosegadors tendeixen a augmentar de grandària. Es creu que els seus ancestres de grandària normal arribaren des de Bali o amb menys probabilitat de Borneo, "navegant" sobre basses naturals de branques i troncs flotants.
Les rates gegants de Flores s'alimenten de fruita i tota mena de matèria vegetal, completant la seva dieta amb la ingesta d'insectes. Passen gran part del temps en els seus caus subterranis, i tenen orelles petites, pèl negre i dens i dents de tipus hipsodont.
Durant el Plistocè va coexistir a l'illa una espècie encara major, Papagomys theodorverhoeveni, que fou caçada amb freqüència pel diminut homínid natiu Homo floresiensis i més tard per l'home modern. Les últimes restes fòssils corresponen al tercer mil·lenni abans de Crist, data en què aquesta espècie va haver d'extingir-se.